# Magicienne
La Magicienne fou la primera fragata classe Magiciene de l'armada francesa. Els britànics la capturen el 1781 i no és fins al 1810 que els seus tripulants la cremen per evitar la seva captura un cop arribaren a les Maurici. Durant el seu servei sota la Royal Navy, capturà nombrosos corsaris i participà en la batalla de San Domingo.

## Armada Francesa i captura
La classe Magicienne és construïda a Toló a partir dels esquemes i els dissenys de Josep-Marie-Blaise Coulomb. Fou el primer de dotze vaixells que seguiren aquest model.
Sota el comandament del capità Brun de Boades serveix a la flota del comte d'Orvilliers. L'HMS Chatham el captura el 2 de juliol de 1781 a Cap Ann, Massachusetts. En el decurs del combat els francesos perderen 60 homes i 40 més resultaren ferits; els britànics tingueren ben poques baixes, només perderen un mariner i un altre fou ferit. Se'l descriu com un vaixell de 800 tones, amb 36 canons i 280 homes al rol. El vaixell és portat fins a Halifax on és inscrit a la Marina Britànica amb el nom de HMS Magicienne.

## Servei sota pavelló Britànic
Els britànics posen en servei la Magicienne sota el comandament superior de l'almirall Thomas Graves,és a dir: a la flota de Nord Amèrica. El vaixell salpa rumb Jamaica el desembre d'aquell any.
El 15 de juliol de 1782, la Magicienne i l'HMS Prudent capturen tres vaixells mercants francesos que transportaven sucre de Martinica a Europa. Aquests vaixells eren el Tea Bloom, el Balmboom, i el bergantí Juno. El Juno també transportava rom.
El 2 de gener del 1783, trava combat amb la fragata francesa Sibylle. Es canonegen, però cap en resulta clar vencedor i els dos s'allunyen greument malmesos. El setembre d'aquell any el Magicienne és retirat del servei actiu; es reparen tots els desperfectes i el varen als molls de Chatham el 30 d'octubre.

### Guerres Revolucionàries Franceses
El 29 d'abril de 1796, el Magicienne navegava amb els HMS Aquilon, Diamond, Minerva, Syren, Camilla, i el Childers, quan de sobte l'Acquilon capturà el Mary.
A 1 de novembre de 1796, el Magicienne, ara tenint com a capità en Henry Ricketts captura la corbeta francesa Cerf Volant (tinent de navili Camau), a la costa de San Domingo. El Cerf Volant feia voleiar una bandera de treva; portava a bord un alfères i força mariners britànics fets presoners de l'HMS Hindostan. A més a bord s'hostatjaven delegats del Departament Meridional de San Domingo que formaven part del Cos Legislatiu Francès. A més, el vaixell portava despatxos amagats del directori general, els quals foren descoberts l'endemà. Aquests documents violaven la bandera de treva, cosa que permet als britànics la captura legítima. La tripulació també descobreix un cofre ple de doblers.
Quan la tripulació de l'HMS Hermione s'amotinà (a més de matar el seu capità, en Hugh Pigot, el Magicienne és enviat per capturar el vaixell i portar la seva tripulació a la justícia.
El 23 de 1800, el Capità Sir Richard Strachan de l'HMS Captain persegueix un comboi francès fins a les costes d'Ar Mor-Bihan (Bretanya) on es refugia sota la protecció d'unes bateries de costa i del foc d'una corbeta de 24 canons. La Magicienne aconsegueix que la corbeta Réolaise defugí el combat i cerca la protecció de Port Navale. Aleshores els cúters contractats Suworow, Nile i el Lurcher prepararen un grup d'abordatge amb mariners del Captaini el Magicienne. Tot i que desembarcaren sota un foc granejat, foren capaços de calar foc a la corbeta; instants després la Réolaise volava pels aires. Només un mariner mor en l'acció (mariner del Suworow'). Tot i això, el pilot del Suworow i el seu cordam estaven tan malmesos que el Captain els hagué de remolcar.

### Guerres Napoleòniques
El 24 de juliol de 1804 l'HMS Amethyst i la Magicienne, capturen l'Agnela.
A principis de març de 1805, el Magicienne i l'HMS Reindeer enviaren cadascun dues llanxes, sota el comandament del Tinent John Kelly Tudor del Reindeer, per interceptar una goleta de 4 canons a la Badia d'Aguadilla, Puerto Rico.
El 1806, amb el capità Adam Mackenzie al capdavant creua el Carib. I el 5 de febrer s'uneix a l'esquadra d'en John Thomas Duckworth, que participa en la Batalla de San Domingo. Duckworth envià la Magicienne i l'HMS Acasta en missió de reconeixement. Descobreixen com els francesos estaven ancorats pero començaven a obrir veles. Duckworth ordena a tots els vaixells petits de la seva esquadra, (l'Acasta, la Magicienne, l'HMSKingfisher i l'HMS Epervier d'anar a sobrevent dels vaixells de línia per mantenir-los fora de l'acció.
L'HMS Donegal aconsegueix rendir el Brave, i envia l'Acasta (que no havia entrat en combat) per vigilar els presoners, així el Donegal canvia de rumb per combatre altres francesos. Aquell dia els britànics també capturen el Jupiter i l'Alexandre. El vaixell insígnia, l'Impérial i l'altre vaixell de línia restant, el Diomède navegaren fins a la costa per evitar la seva captura i embarrancaren entre Nizao i Punt Català. Els francesos estaven evacuant els vaixells i pretenien cremar-los, quan el 8 de febrer, Duckworth envia llanxes de l'Acasta i la Magicienne cap als naufragis. Sense oposició aborden els vaixells i capturen 150 mariners i el seu capità del Diòmede, mentre tota la tripulació de l'Impérial aconsegueix escapar. Més tard, els últims supervivents que ho reclamaren foren condecorats el 1847 amb la Medalla del Servei Naval General amb la menció de "Sant Domingo".

## Pèrdua

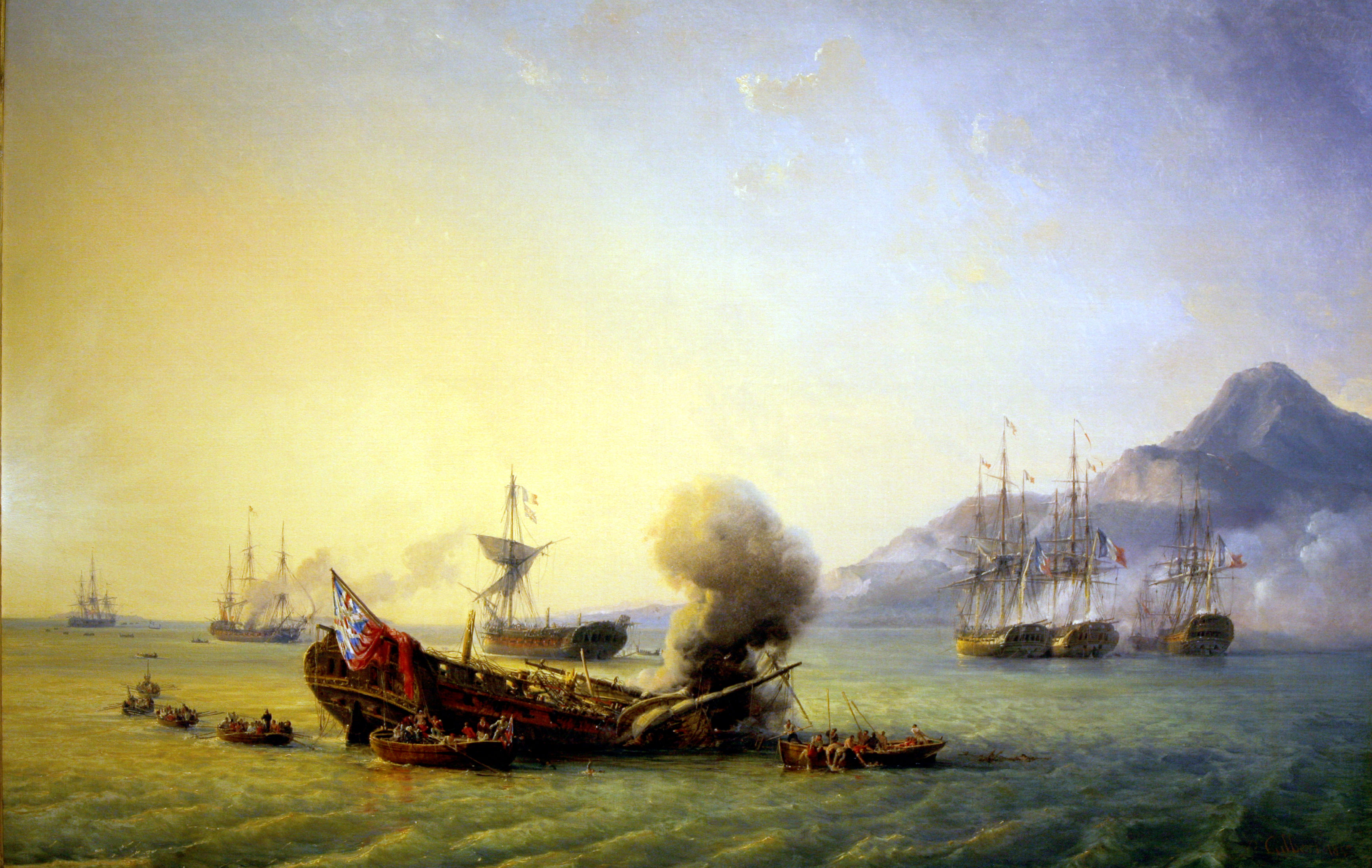
La Magicienne, encallat i sent enfonsat a la Batalla de Grand Port.

El març de 1810 formava part de l'esquadra de fragates de l'Índic, conjuntament amb l'HMS Iphigenia l'HMS Leopard, als quals se'ls afegeixen la Néréide i l'HMS Sirius.
L'estiu de 1810 els britànics inicien una campanya contra les possessions franceses a l'Índic. Les (Reunió) són envaïdes ja el juliol. L'agost els britànics concentren els seus esforços sobre les Maurici; allà intenten desembarcar tropes per destruir les bateries costaneres i torres de guaita properes a Grand Port; la temptativa resulta ser un desastre, ja que dues fragates franceses de 40 canons (la Bellone, la Minerve) una corbeta de 18 canons (el Victor) i dos Indiamans arriben al port i prenen posicions defensives a l'entrada del canal. Per confondre els britànics, els francesos mouen els senyals del canal.
El 23 d'agost de 1810, l'esquadra britànica arriba al canal de Grand Port. El Sirius és el primer a entrar en combat. L'Iphigenia roman a certa distància de l'acció. Els francesos concentren el seu foc vaixell per vaixell. La batalla continuà tota la nit, i el 24 d'agost el francesos aborden la indefensa Néréide. Un cop els francesos hissaren la tricolor al que quedava del pal de trinquet de la Néréide, la Magicienne i el Sirius iniciaren un intens foc de resposta contra els seus enemics. Cap al tard, els mariners britànics donen per perduda la batalla i abandonen el vaixell, perdent en el combat vuit mariners i 20 resulten ferits.Tots els altres són capturats. La batalla suposa per als britànics la pèrdua de totes les fragates.